# Бийонсе
Бийо̀нсе Жизѐл Но̀улс-Ка̀ртър (на английски: Beyoncé Giselle Knowles-Carter, МФА: /biˈjɒnseɪ/ би-йо̀н-сей) е американска певица, актриса, авторка на песни и продуцентка.
Родена е в Хюстън, Тексас и става известна през 1997 г. като част от арендби групата „Дестинис Чайлд“. След три успешни студийни албума и няколко промени в състава на групата, през 2003 г. Бийонсе издава първия си самостоятелен албум Dangerously in Love, който заедно с първия сингъл от него Crazy in Love става номер 1 в класациите на списание „Билборд“. След затвърдения успех като солова изпълнителка Бийонсе издава последен албум с „Дестинис Чайлд“, след което групата се разделя. През 2006 г. издава втория си самостоятелен албум B'Day, от който са хитовете Déjà Vu, Irreplaceable и Beautiful Liar (в дует с Шакира). Със следващия си албум I Am... Sasha Fierce тя печели рекордните за жена 6 награди „Грами“ за една нощ. Той включва хитовете Single Ladies (Put a Ring on It), – печели „Грами“ за Песен на годината, If I Were a Boy, Halo и др.
Бийонсе участва в няколко успешни филма, сред които: „Остин Пауърс в Златния член“, „Розовата пантера“, „Мечтателки“ и др.
През 2011 г. излиза албумът ѝ 4, с който тя се отклонява от поп музиката и се връща към традиционното арендби звучене, с елементи от фънк, соул и хип-хоп музиката. От този албум като първи сингъл излиза песента Run the World (Girls).
Следващите си албуми, Beyoncé и Lemonade, издава без предварителна промоция, интервюта и  предварително обявяване. Те са издадени като визуални албуми и имат огромен успех. Beyoncé съдържа 17 клипа, а Lemonade е излъчен като едночасов филм по HBO. Сингълът Formation е с политически насочен видеоклип срещу полицейското насилие над чернокожите, което предизвика остра критика от някои, но и високи оценки от повечето медии и критици заради посланието и смелата позиция.
Отличителният ѝ глас, сценичното ѝ поведение, образът ѝ на феминистка и защитничка на правата на чернокожите, заедно с успешните ѝ турнета и албуми, я утвърждават като световна звезда и една от най-влиятелна фигури от началото на XXI век.
С 35 награди и 99 номинации Бийонсе е най-награждаваният и най-номинираният артист в историята на наградите „Грами“. Тя е най-награждаваният изпълнител на всички времена на  наградите на телевизия BET, Soul Train наградите и NAACP Image наградите.

## Биография

### Ранни години
Бийонсе е родена на 4 септември 1981 г. в Хюстън, Тексас. Родителите ѝ са Матю Ноулс, мениджър на „Дестинис Чайлд“, и Тина Ноулс, която се занимава с изработката на костюмите на групата. Има сестра на име Соланж, която е с пет години по-малка и също се занимава с музика. Като момиче Бийонсе ходи на уроци по танци, където една от инструкторките забелязва нейния талант. На 7-годишна възраст Бийонсе изпълнява Imagine на Джон Ленън в шоу за таланти и печели награда. В продължение на две години е солистка в църковен хор. Учи в The High School for the Performing и Visual Arts в Хюстън, Тексас.
На 8-годишна възраст Бийонсе и дългогодишната ѝ приятелка Кели Роуланд се срещат с Латавия Робърсън на прослушване за детска музикална група. Бащата на Бийонсе създава трио, към което по-късно се присъединяват Летоя Лъкет и други момичета. Така се създава първата група, наречена „Гърлс Тайм“. Представят се в шоуто Star Search. По-късно четирите момичета се наричат „Дестинис Чайлд“.

### 1997 – 2002: „Дестинис Чайлд“
През 1997 г. „Дестинис Чайлд“ издават първия си сингъл, No, No, No, който става платинен. През 1999 г. издават три топ десет хита: Bills, Bills, Bills, Say My Name и Jumpin, Jumpin. Вторият им албум се продава в повече от 9 милиона копия. Сингълът им Independent Women Part 1 от саундтрака към филма Ангелите на Чарли има повече от 140,4 милиона слушатели по радиостанциите. Те са подгряваща група на турнетата на TLC през 1999 г. и на Кристина Агилера през 2000 г.
Скоро след получаването на 5 номинации „Грами“ през 2000 г. Летоя и Латавия напускат групата. На тяхно място идват певиците Мишел Уилямс и Фара Франклин. На раздаването на наградите „Грами“ групата взима две награди – за „Най-добра арендби песен“ и за „Най-добро арендби изпълнение“ – и двете за Say My Name. Вече като трио, „Дестинис Чайлд“ издават третия си албум, Survivor, който излиза през пролетта на 2001 г. Печелят „Грами“ за „Най-добро арендби изпълнение на група“ през февруари 2002 г.
През 2001 г. Бийонсе става първата афроамериканка, спечелила ASCAP Pop Songwriter на годишните награди.

### 2003 – 2007:Dangerously in LoveиB'Day
След този успех трите момичета опитват соло кариери (преди издаването на нов албум). Бийонсе записва хит с Джей Зи, Bonnie and Clyde '03, а също така прави дебюта си на големия екран с участието си във филма „Остин Пауърс в Златния член“. През 2003 г. излиза дебютният ѝ албум Dangerously in Love, който постига големи успехи с песента Crazy in Love. Тя се задържа 8 седмици на първо място в класацията Hot 100 на списание „Билборд“, а малко по-късно вторият сингъл Baby Boy е още 9 седмици на първо място в същата класация. На раздаването на наградите „Грами“ през февруари 2004 г. Бийонсе е наградена с 5 статуетки.
През ноември 2003 г. участва в бенефиса South African AIDS, организиран от Боно, и пее заедно с „Ю Ту“. През 2005 г. заедно с майка си Тина открива собствена модна линия – House of Deréon – кръстена на баба ѝ.
След втората раздяла на „Дестинис Чайлд“ през 2006 г. и след успешния им албум Destiny Fulfilled Бийонсе отново улавя възможността да завладее класациите. Световният ѝ хит Irreplacable става нейният четвърти номер едно в класацията на „Билборд“ след Crazy in Love, Baby Boy и Check On It. Албумът B'Day от 2006 г., който също дебютира под номер едно с продадени над половин милион копия за първата седмица, е представен от сингъла Déjà Vu, с участието на Джей Зи. Ring the Alarm е вторият сингъл от албума, който представя Бийонсе в една по-различна светлина – на агресивната, яростна и силна жена. След положителните отзиви за албума Бийонсе започва успешното световно турне The Beyoncé Experience. Същевременно издава видео албум и делукс вариант на B'Day, като за тях записва дуетна песен с колумбийската певица Шакира. Песента Beautiful Liar достига 3-то място в класацията Hot 100 на „Билборд“. През 2006 г. Бийонсе участва в наградения с „Оскар“ филм „Мечтателки“, към който записва песента Listen. След издаването на DVD-то от турнето The Beyonce Experience Бийонсе се отдава на заслужена почивка.

### 2008 – 2012:I am... Sasha Fierceи4
На 4 април 2008 г., на тайна церемония, Бийонсе се жени за Джей Зи. В началото на годината тя започва записите за третия си солов албум I Am... Sasha Fierce, които продължават близо година. През това време Бийонсе участва в два филма – Cadillac Records, в който играе в ролята на певицата Ета Джеймс и трилъра Obsessed. На 18 ноември 2008 г. Бийонсе издава албума I Am... Sasha Fierce, който се превръща в третия ѝ пореден солов албум, завоювал челните места в класациите по продажби – само за три седмици албумът продава над милион копия. If I were a Boy и Single Ladies (Put a Ring on It) са първите два сингъла, които звучат постоянно в радио ефира. Докато If I Were a Boy става четвъртият номер едно сингъл на Ноулс във Великобритания, то Single Ladies (Put a Ring on It) се превръща в петия номер едно сингъл на певицата в класацията Hot 100 на „Билборд“ в продължение на четири седмици.
През април 2009 г. Бийонсе започва турнето си I Am... Tour, което има 110 дати в различни градове на шест различни континента. На 18 януари 2009 г. Бийонсе има честта да пее за първия танц на президентската двойка след встъпването на 44-тия американски президент в длъжност – Барак Обама.
След едногодишна почивка, през 2011 г. Бийонсе издава четвъртия си студиен албум, озаглавен 4. Той се изкачва на върха на класациите в САЩ, Великобритания, Австралия, Франция, Ирландия, Шотландия, Испания и др. През юни 2011 г. Бийонсе един от тримата главни гости на най-големия музикален фестивал в Европа – този в Гластънбъри, на който изпълнява своите хитове пред 175 000 души. Тя е първата жена като главен гост на този фестивал от 1990 г. насам. По време на изпълнението си на Love on Top на наградите на MTV същата година Бийонсе обявява, че е бременна, и чупи рекорда в „Туитър“ за най-много туитове в секунда. Наградите са най-гледаните в историята с 12,4 милиона зрители.
На 7 януари 2012 година Бийонсе ражда първата си дъщеря – Блу Айви Картър. Бащата на детето ѝ е рапърът Джей Зи.
В периода от юни 2012 г. до юни 2013 г. Бийонсе и Джей Зи заемат челно място в класацията на списание „Форбс“ за най-богатите двойки в шоубизнеса. С общи доходи от около 95 млн. долара поп певицата и рапърът са най-високо печелещата двойка знаменитости в класацията за втора поредна година. Общите им доходи към 2017 г. са 1,16 милиарда долара.

### 2013 – 2017:BeyoncéиLemonade
През 2013 г. Бийонсе изпълнява американския химн на церемонията по встъпването в длъжност на Барак Обама. След няколко дни пее на „Супербоул“ и изненадващо изкарва Кели и Мишел на сцената, за да изпълнят заедно песните си като „Дестинис Чайлд“. През април същата година започва турнето ѝ The Mrs. Carter Show World Tour, което включва 132 дати на 4 континента.
През декември 2013 г. Бийонсе неочаквано издава петия си албум Beyoncé в iTunes без никаква промоция и предварително официално обявяване. Албумът дебютира на първо място в „Билборд 200“, като това е петият ѝ пореден албум с номер едно дебют. Албумът получава одобрението на критиците и продава 1 милион дигитални копия в света само за шест дни. Той излиза заедно със 17 клипа към песните в него. Всичките записи и клипове са правени в тайна, за да не се знае за излизането на албума. Звученето в този албум е по-съвременно и електронно арендби в сравнение с предишния ѝ албум 4.
В него се засягат по-мрачни теми, които дотогава не са присъствали в творчеството ѝ, като: булимия, страхове и несигурност в брака и майчинството, феминизъм и др. Първият сингъл, Drunk in Love в дует с Джей Зи, достига второ място в класацията Hot 100 на списание „Билборд“.
На видео наградите на MTV през 2014 г. Бийонсе получава специалната видео награда „Авангард“ на името на Майкъл Джексън за цялостен принос и изпълнява 16-минутен микс на всички песни от албума.
През лятото на 2014 г. тръгва на съвместното с Джей Зи турне On the Run. То е изключително успешно с приходи от 109,7 милиона долара само за 21 дати.
На 57-ите награди „Грами“ през 2015 г. Бийонсе получава 6 номинации и печели 3 награди. Очакван победител е в категорията „Албум на годината“, но за изненада на всички не е наградена и Бек взима наградата.
На 6 февруари 2016 г. Бийонсе издава песента Formation със заснет видеоклип към нея. На следващия ден по време на 50-ото издание на „Супербоул“ тя пее заедно с Бруно Марс и „Колдплей“ и изпълнява новия си сингъл. Веднага след това е обявено турнето The Formation World Tour, което продължава до октомври същата година. С приходи от 256 милиона долара турнето печели „Турне на годината“ на Американските музикални награди. На 23 април 2016 г. телевизия HBO излъчва едночасовия филм Lemonade. Веднага след това е пуснат отново неочаквано албум с песните от филма. Lemonade дебютира на първо място в „Билборд 200“ и Бийонсе става единственият изпълнител, който дебютира на първото място с първите си шест албума. 12-те песни влизат в класацията Hot 100 на „Билборд“ и така Бийонсе е първата изпълнителка с 12 или повече песни в класацията наведнъж. Албумът засяга въпроса за положението на чернокожата жена в съвременното общество и проблемите на чернокожите с полицията в САЩ. Заради текстовете на някои песни се появяват слухове за изневяра от страна на Джей Зи, която не е потвърдена или отречена от нито един от двамата.
Lemonade се превръща в най-одобрения от критиците албум на Бийонсе. Списание „Ролинг Стоун“ оценява албума с 5 звезди и го поставя на първото място в годишната си класация за албуми, а първия сингъл, Formation – на първо място в класацията си за песни. Филмът получава номинации за наградите „Еми“, а на наградите на MTV има 11 номинации и печели 8 награди, включително и „Клип на годината“ за Formation. На 59-ите награди „Грами“ албумът повежда с 11 номинации, но успява да спечели само 2 награди. Адел печели „Албум на годината“, но при речта си казва, че Lemonade е заслужавал победата повече, и счупва статуетката си на две, за да даде другата половина на Бийонсе. В класацията на списание „Тайм“ за „Личност на годината“ за 2016 г. Бийонсе заема 6-о място.

### 2018-2021:Дуетен албум и саундтрак към филма „Цар лъв“
През април 2018 г. Бийонсе е основен изпълнител на музикалния фестивал Коачела, където пред 125 000 души публика изпълнява 26 от своите хитове, само няколко месеца след като е родила близнаците Руми и Сър – 2-ро и 3-то дете.
Малко по-късно през годината излиза дуетен албум с Джей Зи – Everything is love с първи сингъл Apeshit, като през това време двамата тръгват на турне в Европа и в Северна Америка. С приходи от 253.5 милиона долара, турнето On the run II е признато от Рекордите на Гинес като най-успешното дуетно турне правено някога.
През 2019 г. Бийонсе участва във фотореалистичния компютърно анимиран римейк на филма Цар лъв. В него тя озвучава лъвицата Нала. Заедно с това тя участва в саундтрака към филма с песента Spirit и прави кавър на песента Can You Feel the Love Tonight от оригиналния филм Цар лъв. Вдъхновена от историята на филма, съвременната африканска музика и жанрът афробийтс, певицата създава цял саундтрак албум с нови песни – The Lion King: The Gift. Следващата година в стрийминг услугата Дисни+ съвместно с други режисьори и сценаристи, тя създава и участва във филма Black is king, който разказва историята на млад африкански принц, който след смъртта на баща си е прогонен от царството. Във филма последователно звучат песните от албума The Lion King: The Gift.

### От 2022 г.: Трилогия от албуми:Renaissance, Cowboy Carter и трета част
Нейният седми студиен солов албум Renaissance излиза през лятото на 2022 г. Албумът е първата част (act I) от трилогия, състояща се от три албума, която има за цел да подчертае приноса на чернокожите в историята на американската музика и култура. Първият сингъл Break my soul достига номер 1 в класацията Billboard Hot 100, а албумът е номер 1 в Billboard 200. Renaissance е посветен на нейн близък роднина - чичо Джони, който е починал от СПИН. Той играе важна роля в живота ѝ, като в ранните ѝ години я запознава с хаус музиката и ЛГБТИ културата, която е вдъхновение за албума. Включени са песни в жанровете денс, диско, хаус, поп, арендби и др. Албумът получава широко одобрение от критиците и е определен като най-добрият албум за 2022 г. от няколко списания и сайтове за музикална критика като Ролинг стоун, Pitchfork, Ню Йорк Таймс, Гардиън и др.
През 2023 г. Бийонсе обявява своето дългоочаквано солово турне Renaissance World Tour. След турнето, по кината е издаден документален филм, който включва кадри от изпълненията от различни градове и документални кадри зад кулисите.
През 2024 г. е издадена втората част (act II) от трилогията, нейният осми албум Cowboy Carter. По време на коледното издание на Супербоул, за първи път тя изпълнява на живо няколко песни от албума в полувремето. В изпълнението участват дъщеря ѝ Блу Айви, Шабузи, Пост Малоне и др. През 2025 г. на наградите Грами, албумът печели Албум на годината и Кънтри албум на годината. През пролетта на същата година, Бийонсе тръгва на турне Cowboy Carter Tour.

## Други
През 2016 г. Бийонсе създава собствена модна линия „Айви парк“. През 2019 г. тя сключва договор с Адидас, с които заедно пускат на пазара дрехи, обувки и аксесоари от модната ѝ линия.
Била е рекламно лице на „Пепси“, „Армани“, „Л'Ореал“, „Нинтендо“, H&M, Tiffany & Co. и др.
Има племенник на име Даниъл Джуелс Дж. Смит, син на сестра ѝ Соланж и футболиста Даниъл Смит.

## Дискография

### Студийни албуми
- 2003 – Dangerously in Love
- 2006 – B'Day
- 2008 – I Am... Sasha Fierce
- 2011 – 4
- 2013 – Beyoncé
- 2016 – Lemonade
- 2022 – Renaissance
- 2024 – Cowboy Carter

## Турнета
- 2003 – Dangerously in Love Tour
- 2004 – Verizon Ladies First Tour (с Алиша Кийс, Миси Елиът и )
- 2007 – The Beyoncé Experience
- 2009/2010 – I Am... Tour
- 2013/2014 – The Mrs. Carter Show World Tour
- 2014 – On the Run Tour (с Джей Зи)
- 2016 – The Formation World Tour
- 2018 – On the run II Tour (с Джей Зи)
- 2023 – Renaissance World Tour
- 2025 – Cowboy Carter Tour

## Промоционални турнета и концерти
- 2009 – I Am... Yours
- 2011 – 4 Intimate Nights with Beyoncé
- 2012 – Revel Presents: Beyoncé Live
- 2018 – 2018 Coachella performance

## Видеоклипове
| Видеоклип                        | Премиера | Албум                   |
| -------------------------------- | -------- | ----------------------- |
| Work It Out                      | 2002     | -                       |
| Crazy in Love                    | 2003     | Dangerously in Love     |
| Baby Boy                         | 2003     | Dangerously in Love     |
| Me, Myself and I                 | 2003     | Dangerously in Love     |
| Naughty Girl                     | 2003     | Dangerously in Love     |
| Check on It                      | 2005     | -                       |
| Déjà Vu                          | 2006     | B'Day                   |
| Ring the Alarm                   | 2006     | B'Day                   |
| Irreplaceable                    | 2006     | B'Day                   |
| Listen                           | 2006     | -                       |
| Beautiful Liar                   | 2007     | B'Day                   |
| Upgrade U                        | 2007     | B'Day                   |
| Kitty Kat                        | 2007     | B'Day                   |
| Green Light                      | 2007     | B'Day                   |
| Flaws and All                    | 2007     | B'Day                   |
| Get Me Bodied                    | 2007     | B'Day                   |
| Freakum Dress                    | 2007     | B'Day                   |
| Suga Mama                        | 2007     | B'Day                   |
| Still in Love (Kissing You)      | 2007     | B'Day                   |
| If I Were a Boy                  | 2008     | I Am... Sasha Fierce    |
| Single Ladies (Put a Ring on It) | 2008     | I Am... Sasha Fierce    |
| Diva                             | 2008     | I Am... Sasha Fierce    |
| Halo                             | 2008     | I Am... Sasha Fierce    |
| Ego                              | 2009     | I Am... Sasha Fierce    |
| Broken-hearted Girl              | 2009     | I Am... Sasha Fierce    |
| Sweet Dreams                     | 2009     | I Am... Sasha Fierce    |
| Video Phone                      | 2009     | I Am... Sasha Fierce    |
| Why Don't You Love Me            | 2010     | I Am... Sasha Fierce    |
| Run the World (Girls)            | 2011     | 4                       |
| Best Thing I Never Had           | 2011     | 4                       |
| 1+1                              | 2011     | 4                       |
| Countdown                        | 2011     | 4                       |
| Love on Top                      | 2011     | 4                       |
| Party                            | 2011     | 4                       |
| Dance for You                    | 2011     | 4                       |
| I Was Here                       | 2012     | 4                       |
| XO                               | 2013     | Beyoncé                 |
| Drunk in Love                    | 2013     | Beyoncé                 |
| Partition                        | 2014     | Beyoncé                 |
| Pretty Hurts                     | 2014     | Beyoncé                 |
| Ghost                            | 2014     | Beyoncé                 |
| Haunted                          | 2014     | Beyoncé                 |
| Blow                             | 2014     | Beyoncé                 |
| No Angel                         | 2014     | Beyoncé                 |
| Yoncé                            | 2014     | Beyoncé                 |
| Jealous                          | 2014     | Beyoncé                 |
| Rocket                           | 2014     | Beyoncé                 |
| Mine                             | 2014     | Beyoncé                 |
| Flawless                         | 2014     | Beyoncé                 |
| Superpower                       | 2014     | Beyoncé                 |
| Heaven                           | 2014     | Beyoncé                 |
| Blue                             | 2014     | Beyoncé                 |
| Grown Woman                      | 2014     | Beyoncé                 |
| 7/11                             | 2014     | Beyoncé                 |
| Formation                        | 2016     | Lemonade                |
| Sorry                            | 2016     | Lemonade                |
| Hold Up                          | 2016     | Lemonade                |
| All Night                        | 2016     | Lemonade                |
| Love Drought                     | 2016     | Lemonade                |
| Sandcastles                      | 2016     | Lemonade                |
| Apeshit                          | 2018     | Everything Is Love      |
| Spirit + Bigger                  | 2019     | The Lion King: The Gift |
| Already                          | 2020     | The Lion King: The Gift |
| Brown skin girl                  | 2020     | The Lion King: The Gift |
| Mood 4 eva                       | 2020     | The Lion King: The Gift |
| Otherside                        | 2020     | The Lion King: The Gift |
| BREAK MY SOUL                    | 2022     | act i: RENAISSANCE      |

## Продукти

### Аромати
- 2010 – Heat[8]
- 2010 – Heat Ultimate Elixir
- 2011 – Heat Rush
- 2011 – Pulse
- 2012 – Midnight Heat
- 2012 – Pulse Summer Edition
- 2013 – Pulse NYC
- 2014 – Rise
- 2014 – Heat Wild Orchid
- 2015 – Heat Kissed
- 2015 – Rise Sheer
- 2016 – Heat Seduction
- 2017 – Shimmering Heat

### Модни линии
- 2005 – House of Deréon
- 2016 – Ivy Park